# Franz Nölken
Franz Nölken (født 5. maj 1884 i Hamborg; død 4. november 1918 i La Capelle, Département Aisne, Frankrig) var en tysk maler og medlem af kunstnersammenslutningen Die Brücke.
Under 1. verdenskrig blev Nölken 1917 indkaldt som soldat og faldt 4. november 1918 i Frankrig, kort før krigens afslutning.
Som led i nazisternes aktion mod hvad de kaldte "Entartete Kunst" − degenereret kunst − blev fem af Nölkens malerier i 1937 konfiskeret fra Hamburger Kunsthalle, Städtische Kunsthalle Mannheim og Museum für Kunst und Kunstgewerbe Stettin og derefter ødelagt.
| - Franz Nölken portrætteret - Maleri af Arthur Siebelist: Meine Schüler und ich, 1902 − Nölken er nr. tre fra venstre med grøn hat - Fra venstre: Franz Nölken, Walter Voltmer og Friedrich Ahlers-Hestermann, o. 1902 i Hittfeld - Selvportræt i atelieret,1904 − I baggrunden vennen Friedrich Ahlers-Hestermann(de), maler og forfatter - Selvportræt, ca. 1915 |

| - Værker af Franz Nölken - Ved brønden, 1904 Am Brunnen - I skrædderstuen, 1905 Schneiderstube - Børn i en park, o. 1912 Kindergruppe im Park - Max Reger ved arbejdet, 1913 Max Reger bei der Arbeit, - Portræt af Oscar Troplowitz(de), 1916 (tysk mæcen) Porträt Oscar Troplowitz - Skrivende pige, 1916 Schreibendes Mädchen - Børn i haven, 1905 Kinder im Garten - Landsbygade, før 1917 Dorfstraße - Sovende model foran spejl, 1915 Schlafender Weiblicher Akt vor einem Spiegel |